# Фінкенбах-Герсвайлер
Фінкенбах-Герсвайлер (нім. Finkenbach-Gersweiler) — громада в Німеччині, розташована в землі Рейнланд-Пфальц. Входить до складу району Доннерсберг. Складова частина об'єднання громад Альзенц-Обермошель.
Площа — 7,73 км2. Населення становить 279 ос. (станом на 31 грудня 2020).

## Галерея

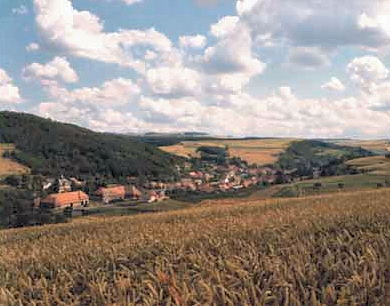
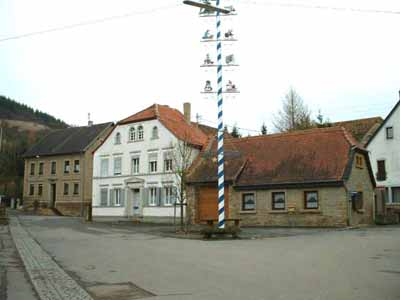
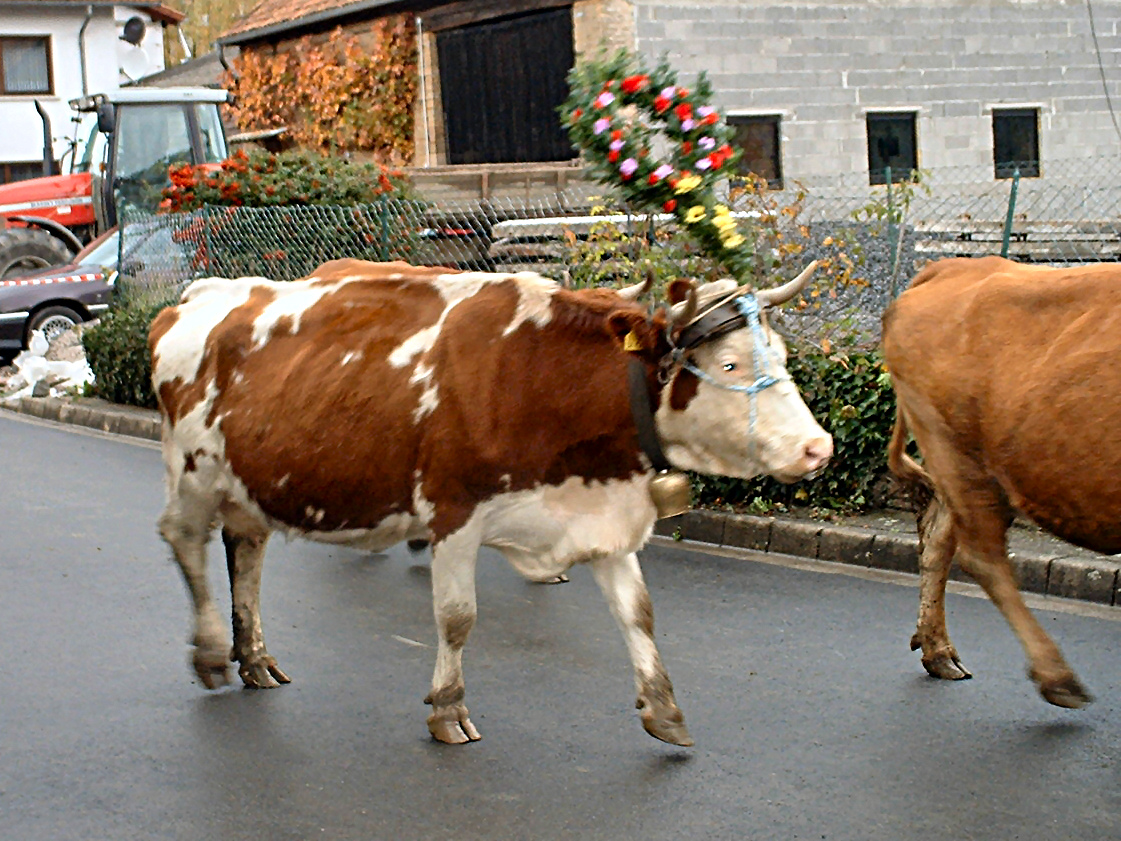